# Skottsbergia paradoxa
Skottsbergia paradoxa är en bladmossart som beskrevs av Jules Cardot 1905. Skottsbergia paradoxa ingår i släktet Skottsbergia och familjen Ditrichaceae. IUCN kategoriserar arten globalt som starkt hotad. Inga underarter finns listade i Catalogue of Life.